# Екшън Бронсън
Екшън Бронсън (на английски: Action Bronson) е американски хип-хоп изпълнител. Истинското му име е Ариан Аслани и е роден в Ню Йорк в семейство на албански имигрант и американска еврейка. Преди да започне да се занимава с рап музика е известен гурме готвач в Ню Йорк, като има и собствено онлайн готварско шоу. След като си чупи крака в кухнята си, решава да се съсредоточи върху рап кариерата си.
Твърди, че най-силно са му повлияли рапърите – Kool G Rap, Nas, Cam'ron, Mobb Deep, UGK и Wu-Tang Clan. Бронсън е известен с използването на много препратки в текстовете си към храна, както и към спортни състезатели и отбори от Ню Йорк, сред които и малко очаквани такива към фигурно пързаляне, бодибилдинг и спортни залагания.

## Дискография
- Dr. Lecter (2011)
- Well-Done (2011) (със Statik Selektah)
- Mr. Wonderful (2015)
- Blue Chips 7000 (2017)
- White Bronco (2018)
- Only for Dolphins (2020)